# ويليام باتشيلدر غريني
ويليام باتشيلدر غريني (بالإنجليزية: William Batchelder Greene)‏ هو رياضياتي أمريكي، ولد في 4 أبريل 1819 في الولايات المتحدة، وتوفي في 30 مايو 1878 في مقاطعة سومرست في المملكة المتحدة.